# Promozione Veneto 1980-1981
Nella stagione 1980-1981 la Promozione era sesto livello del calcio italiano (il massimo livello regionale). Qui vi sono le statistiche relative al campionato in Veneto.
Il campionato è strutturato in vari gironi all'italiana su base regionale, gestiti dai Comitati Regionali di competenza. Promozioni alla categoria superiore e retrocessioni in quella inferiore non erano sempre omogenee; erano quantificate all'inizio del campionato dal Comitato Regionale secondo le direttive stabilite dalla Lega Nazionale Dilettanti, ma flessibili, in relazione al numero delle società retrocesse dal Campionato Interregionale e perciò, a seconda delle varie situazioni regionali, la fine del campionato poteva avere degli spareggi sia di promozione che di retrocessione.

## Girone A

### Squadre partecipanti
| Club                         | Città                      |
| ---------------------------- | -------------------------- |
| A.C. Alpilatte Zanè          | Zanè (VI)                  |
| U.S. Audace S.Michele Extra  | San Michele Extra (VR)     |
| U.S. Bagnoli                 | Bagnoli di Sopra (PD)      |
| A.C. Bassano Virtus          | Bassano del Grappa (VI)    |
| U.S. Euganea Teolo           | Teolo (PD)                 |
| A.C. Legnago                 | Legnago (VR)               |
| U.S. Lendinarese             | Lendinara (RO)             |
| U.S. Malo                    | Malo (VI)                  |
| U.C. Montecchio Maggiore     | Montecchio Maggiore (VI)   |
| G.S. Officine Bra Valpantena | Quinto di Valpantena (VR)  |
| A.C. Pescantina              | Pescantina (VR)            |
| Rovigo Calcio                | Rovigo (RO)                |
| A.C. San Vitale              | Megliadino San Vitale (PD) |
| A.C. Thiene                  | Thiene (VI)                |
| A.C. Trissino                | Trissino (VI)              |
| F.C. Union Clodiasottomarina | Sottomarina (VE)           |

### Classifica finale
|  | Pos. | Squadra                 | Pt | G  | V  | N  | P  | GF | GS | DR  |
|  | ---- | ----------------------- | -- | -- | -- | -- | -- | -- | -- | --- |
|  | 1.   | Rovigo                  | 48 | 30 | 19 | 10 | 1  | 51 | 12 | +39 |
|  | 2.   | Contarina               | 44 | 30 | 16 | 12 | 2  | 39 | 12 | +27 |
|  | 3.   | Malo                    | 43 | 30 | 17 | 9  | 4  | 45 | 26 | +19 |
|  | 4.   | Pescantina              | 32 | 30 | 10 | 12 | 8  | 31 | 19 | +12 |
|  | 5.   | Alpilatte Zanè          | 32 | 30 | 9  | 14 | 7  | 22 | 17 | +5  |
|  | 6.   | Union Clodiasottomarina | 31 | 30 | 11 | 9  | 10 | 35 | 33 | +2  |
|  | 7.   | Bagnoli                 | 31 | 30 | 11 | 9  | 10 | 27 | 29 | -2  |
|  | 8.   | Lendinarese             | 29 | 30 | 9  | 11 | 10 | 37 | 32 | +5  |
|  | 9.   | Euganea Teolo           | 26 | 30 | 7  | 12 | 11 | 32 | 38 | -6  |
|  | 10.  | Officine Bra Valpantena | 26 | 30 | 7  | 12 | 11 | 26 | 33 | -7  |
|  | 11.  | San Vitale              | 26 | 30 | 7  | 12 | 11 | 20 | 35 | -15 |
|  | 12.  | Bassano Virtus          | 25 | 30 | 10 | 5  | 15 | 33 | 42 | -9  |
|  | 13.  | Montecchio Maggiore     | 25 | 30 | 9  | 7  | 14 | 27 | 44 | -17 |
|  | 14.  | Audace S.Michele Extra  | 24 | 30 | 6  | 12 | 12 | 19 | 35 | -16 |
|  | 15.  | Thiene                  | 23 | 30 | 6  | 11 | 13 | 18 | 28 | -10 |
|  | 16.  | Legnago                 | 15 | 30 | 3  | 9  | 18 | 21 | 48 | -27 |

- Contarina promossa per ripescaggio.
- Thiene retrocesso, poi ripescato.

## Girone B

### Squadre partecipanti
| Club                         | Città                     |
| ---------------------------- | ------------------------- |
| A.C. Belluno Asfalti Merotto | Belluno (BL)              |
| A.C. Caorle                  | Caorle (VE)               |
| A.S. Cittadella              | Cittadella (PD)           |
| A.C. Fiesso d’Artico         | Fiesso d'Artico (VE)      |
| U.S. Fulgor Trevignano       | Trevignano (TV)           |
| A.C. Julia                   | Concordia Sagittaria (VE) |
| U.S. Miranese                | Mirano (VE)               |
| A.S. Montello                | Volpago del Montello (TV) |
| A.C. Pellizzari              | Vedelago (TV)             |
| A.S. Pievigina               | Pieve di Soligo (TV)      |
| A.C. Portogruaro             | Portogruaro (VE)          |
| A.C. Pro Mogliano            | Mogliano Veneto (TV)      |
| A.S. Rosada Sanfiorese       | San Fior (TV)             |
| A.C. Sandonà                 | San Donà di Piave (VE)    |
| A.C. Tombolo                 | Tombolo (PD)              |
| U.S. Vittorio Veneto         | Vittorio Veneto (TV)      |

### Classifica finale
|  | Pos. | Squadra                 | Pt | G  | V  | N  | P  | GF | GS | DR  |
|  | ---- | ----------------------- | -- | -- | -- | -- | -- | -- | -- | --- |
|  | 1.   | Pievigina               | 40 | 30 | 16 | 8  | 6  | 49 | 20 | +29 |
|  | 2.   | Belluno Asfalti Merotto | 40 | 30 | 16 | 8  | 6  | 36 | 16 | +20 |
|  | 3.   | Miranese                | 39 | 30 | 15 | 9  | 6  | 44 | 27 | +17 |
|  | 4.   | Cittadella              | 38 | 30 | 12 | 14 | 4  | 44 | 23 | +21 |
|  | 5.   | Pellizzari              | 35 | 30 | 14 | 7  | 9  | 34 | 27 | +7  |
|  | 6.   | Fulgor Trevignano       | 34 | 30 | 12 | 10 | 8  | 32 | 21 | +11 |
|  | 7.   | Portogruaro Calcio      | 32 | 30 | 11 | 10 | 9  | 40 | 32 | +8  |
|  | 8.   | Montello                | 32 | 30 | 10 | 12 | 8  | 29 | 25 | +4  |
|  | 9.   | Julia                   | 29 | 30 | 9  | 11 | 10 | 31 | 30 | +1  |
|  | 10.  | Vittorio Veneto         | 29 | 30 | 9  | 11 | 10 | 28 | 28 | 0   |
|  | 11.  | Fiesso d'Artico         | 29 | 30 | 10 | 9  | 11 | 33 | 34 | -1  |
|  | 12.  | Tombolo                 | 27 | 30 | 8  | 11 | 11 | 28 | 34 | -6  |
|  | 13.  | Pro Mogliano            | 26 | 30 | 7  | 12 | 11 | 19 | 32 | -13 |
|  | 14.  | Rosada San Fior         | 30 | 6  | 13 | 11 | 13 | 28 | 41 | -13 |
|  | 15.  | Sandonà 1922            | 19 | 30 | 3  | 13 | 14 | 21 | 45 | -24 |
|  | 16.  | Caorle                  | 6  | 30 | 0  | 6  | 24 | 15 | 76 | -61 |

### Spareggio promozione
Il 24-05-1981 a Vittorio Veneto: Pievigina-Belluno 2-0
- Pievigina promosso
- Belluno e Cittadella promosse per ripescaggio.